# 6284 Borisivanov
6284 Borisivanov eller 1981 EM19 är en asteroid i huvudbältet som upptäcktes den 2 mars 1981 av den amerikanska astronomen Schelte J. Bus vid Siding Spring-observatoriet. Den är uppkallad efter den ryske geofysikern Boris Ivanov.
Asteroiden har en diameter på ungefär 7 kilometer och den tillhör asteroidgruppen Koronis.